# Monte Joly
Il Monte Joly (2.525 m s.l.m.) è una montagna delle Alpi del Beaufortain nelle Alpi Graie. Si trova nel dipartimento francese dell'Alta Savoia.

## Descrizione

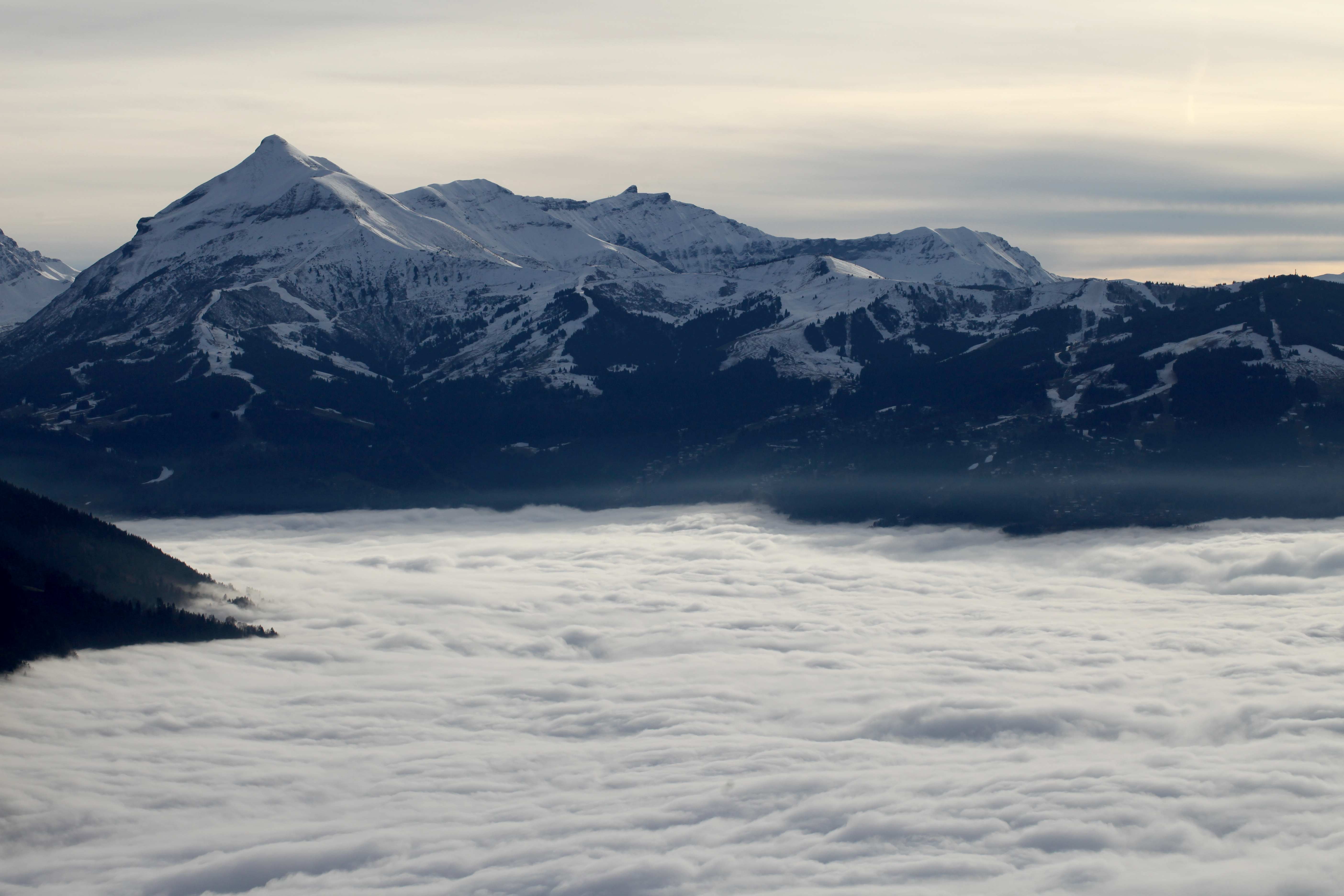
Vista invernale

La catena del monte Joly separa l'alta valle dell'Arly da quella di Val Montjoie. Il monte si trova nel territorio comunale di Les Contamines-Montjoie e di Saint-Gervais-les-Bains, sopra a Megève.

## Accesso alla vetta
Si può salire sulla vetta partendo dalla cresta che lo congiunge all'Aiguille Croche. Sulla vetta c'è una tavola orientatrice e degli strumenti meteorologici.